# Nicolaes Maes
Nicolaes Maes, também conhecido por Nicolaes Maas (janeiro de 1634 – 24 dezembro de 1693), foi um pintor neerlandês do período do Século de Ouro dos Países Baixos tendo-se dedicado principalmente à designada pintura de gênero e ao retrato.
Maes nasceu em Dordrecht, sendo filho de Gerrit Maes, um comerciante abastado, e de Ida Herman Claesdr, e faleceu na véspera do dia de Natal de 1693 em Amsterdão.

## Vida e obra
Cerca de 1648 Maes foi para Amsterdão onde entrou para a oficina de Rembrandt. Antes do seu regresso a Dordrecht, em 1653, Maes pintou alguns quadros de gênero ao estilo de Rembrandt, com figuras em tamanho natural e em tons escuros e brilhantes como Reverie, no Rijksmuseum de Amsterdam, o Jogadores de cartas, na National Gallery de Londres, e Crianças com Carrinho de Cabra. O seu estilo inicial assemelhasse tanto ao de Rembrandt que este último quadro, bem como outros nas galerias de Leipzig e Budapeste, foram ou ainda são atribuídos a Rembrandt.
No seu melhor período, de 1655 a 1665, Maes dedicou-se ao gênero doméstico em pequenas dimensões, mantendo em grande medida a magia da cor que tinha aprendido com Rembrandt. Apenas em raras ocasiões ele tratou assuntos bíblicos, como em Partida de Hagar, que tem sido atribuída a Rembrandt. Os seus assuntos favoritos eram mulheres a fiar, ou a ler a Bíblia, ou preparando uma refeição. Tinha um fascínio especial pelo tema das rendeiras tendo feito quase uma dúzia de versões sobre o tema.
Continuou a residir em Dordrecht até 1673, mas depois estabeleceu-se em Amsterdão e visitou, ou viveu mesmo, em Antuérpia entre 1665 e 1667. O seu período de Antuérpia coincide com uma mudança completa no estilo e nos temas. Ele dedicou-se quase exclusivamente ao retrato, e abandonou a intimidade e as brilhantes harmonias de cores do seu trabalho anterior para uma elegância descuidada que sugere a influência de Van Dyck. Tão grande foi a mudança que deu origem à teoria da existência de um outro Maes, de Bruxelas. Teve como alunos Justus de Gelder, Margaretha van Godewijk, Jacob Moelaert e Johannes Vollevens.

## Obras selecionadas
- Retrato de Laurence Hyde, Conde de Rochester - Óleo sobre tela, 110,5 x 88 cm, Coleção privada
- Cristo perante Pilatos (1649-1650) - Óleo sobre tela, 216 x 174 cm, Museu de Belas Artes de Budapeste
- Retrato de Quatro Crianças (1657) - Óleo sobre tela, 150 x 112 cm, Groeningemuseum, Bruges
- Cristo Abençoa as Crianças (1652-1653) -Óleo sobre tela, 206 x 154 cm, National Gallery, Londres
- Retrato de Justus Criex (1666) - Óleo sobre tela, 109 x 92 cm, Museu de Belas Artes de Budapeste
- À Escuta com Mulher a gritar (1655) - Óleo sobre tela, 46,3 x 72,2 cm, Coleção privada
- A Serva Ociosa (1655) - Óleo sobre madeira, 70 x 53 cm, National Gallery, Londres (em Galeria)
- O Berço (1655) - Óleo sobre tela, 40,4 x 32,6 cm, National Gallery, Londres
- A Rendeira (1649-1650) - Óleo sobre tela, Metropolitan Museum of Art, Nova Iorque
- A Rendeira (1655) - Óleo sobre tela National Gallery of Canada, Ottawa, Ontário
- Idosa a Dormitar (1656) - Óleo sobre tela, 135 x 105 cm, Museus Reais de Belas-Artes da Bélgica, Bruxelas (em Galeria)
- Retrato de uma Mulher (1667) - Óleo sobre tela, 90 x 72 cm, Museu de Arras, Arras
- Retrato de uma Mulher - Óleo sobre tela, 89,6 x 71,2 cm, Museum voor Schone Kunsten, Ghent
- Mulher a Fiar (1655) - Óleo sobre tela, Rijksmuseum, Amsterdam
- São Tomé (1656) - Óleo sobre tela, Museumslandschaft Hessen Kassel,
- Mulher depena um pato (c. 1656) - Óleo sobre tela, Museu de Arte de Filadélfia, Filadélfia
- Idosa a Rezar (c.1656) - Óleo sobre tela, 134 x 113 cm, Rijksmuseum, Amsterdam
- Fazendo as Contas (1656) - Óleo sobre tela, 66 x 54 cm, Saint Louis Art Museum, St. Louis (Missouri)
- À Escuta (1657) - Óleo sobre tela, 92 x 122 c, Public collection
- Retrato de Jacob Trip (c. 1660) - Óleo sobre tela, 88 x 68 cm, Museu de Belas Artes de Budapeste
- Retrato de Margaretha de Geer, Esposa de Jacob Trip (c. 1660) - Óleo sobre tela, 88 x 68 cm, Museu de Belas Artes de Budapeste
- Crianças no Banho (1665–1670) - Óleo sobre tela, 72 x 91 cm, Louvre, Paris
- Retrato de Simon van Alphen (c.1680) - Óleo sobre tela, 71 x 57 cm, Rijksmuseum, Amsterdão

## Galeria

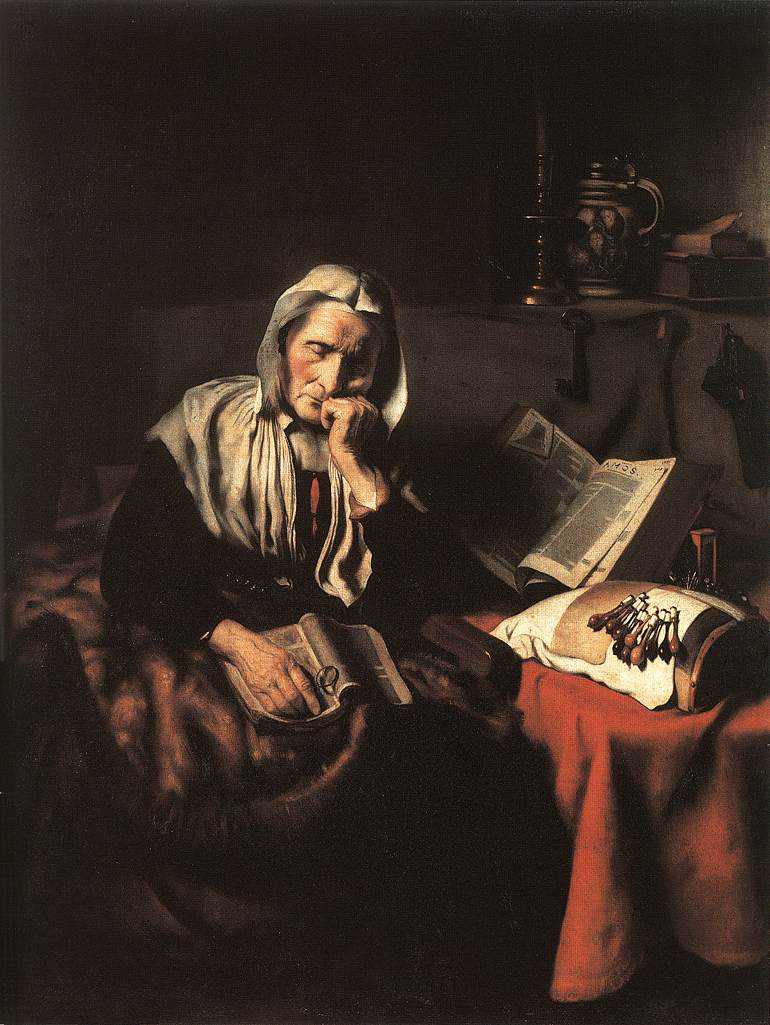
Idosa a Dormitar (1656), de Nicolaes Maes, óleo sobre tela, 135 x 105 cm. Museus Reais de Belas-Artes da Bélgica, Bruxelas
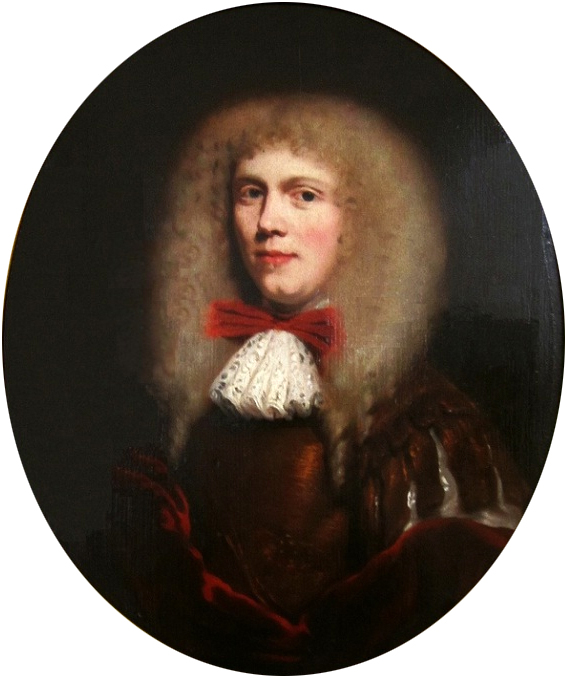
Retrato de homem com cabeleira (1660s), de Nicolaes Maes, óleo sobre tela, 35.5 x 26.4 cm., no Museu Nacional, Varsóvia
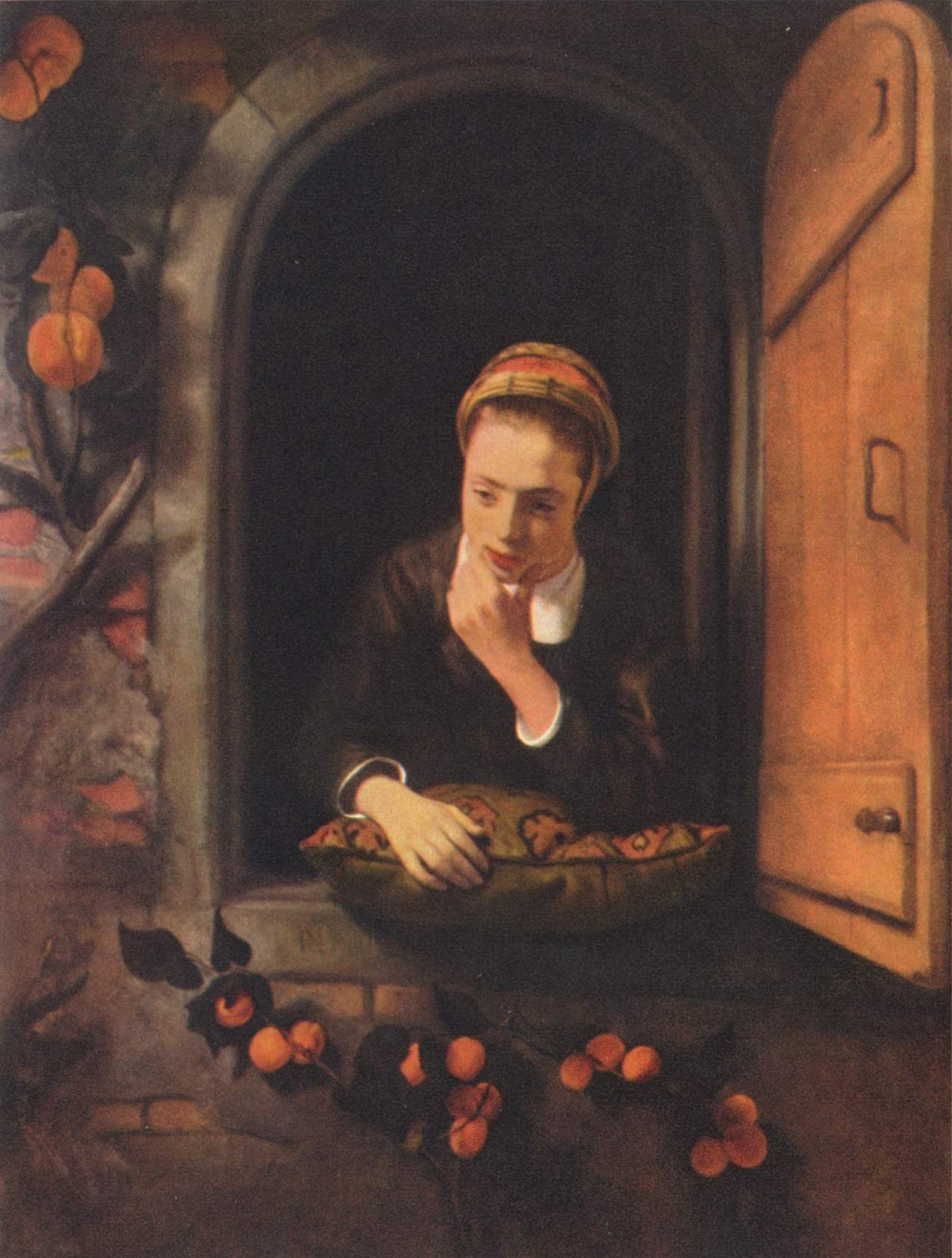
Rapariga na janela (1656 c.), de Nicolaes Maes,  Rijksmuseum, Amsterdão
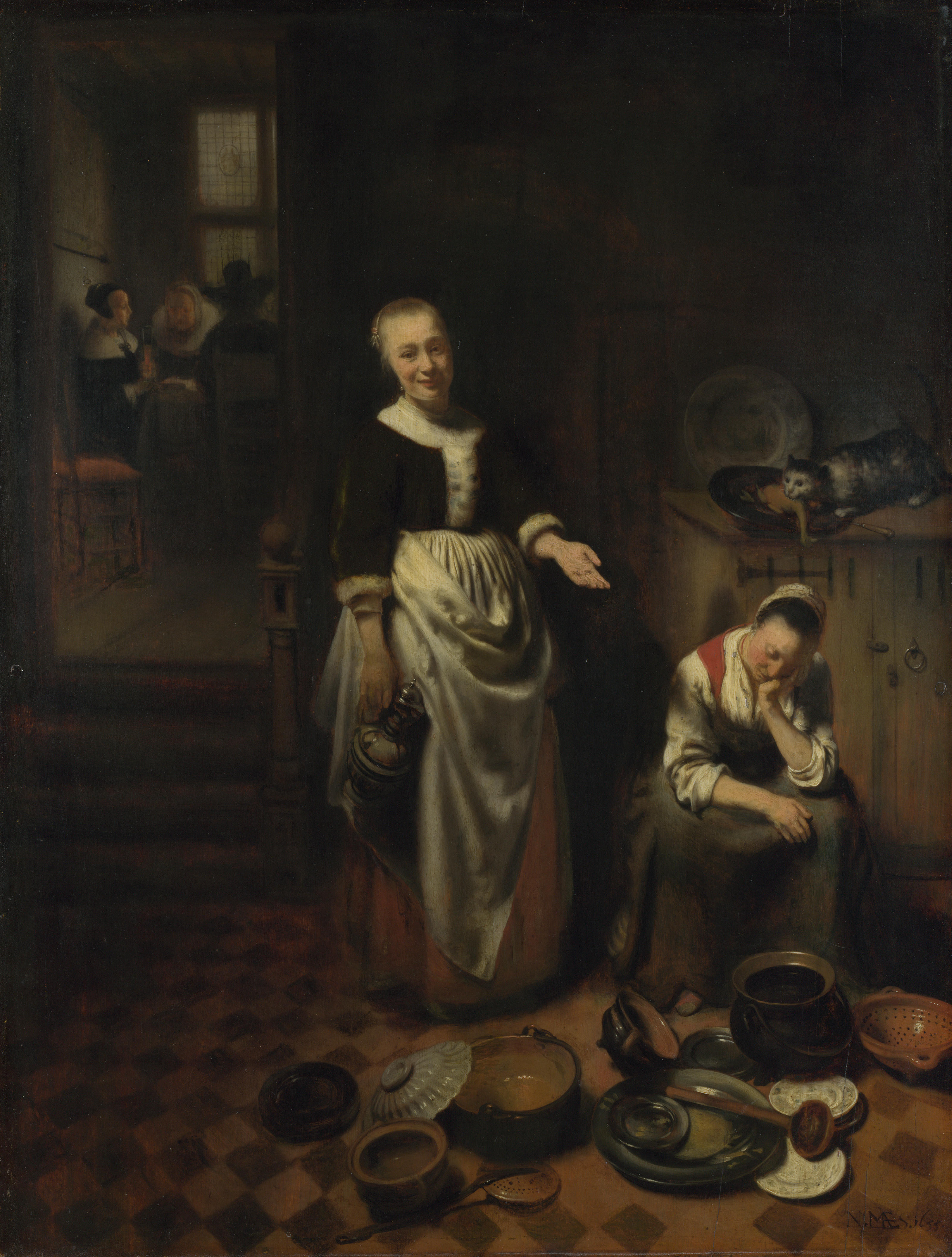
A Serva Ociosa (1655 c.), de Nicolaes Maes, National Gallery, Londres